# Plethochaeta testacea
Plethochaeta testacea är en tvåvingeart som först beskrevs av Malloch 1931.  Plethochaeta testacea ingår i släktet Plethochaeta och familjen kolvflugor. Inga underarter finns listade i Catalogue of Life.